# Región con estatuto especial

Regiones con estatuto especial

Región con estatuto especial, en Italia, es una región que goza de una forma particular de autonomía con estatuto, según prevé el artículo 116 de la Constitución italiana. Las regiones con estatuto especial se contraponen a las de estatuto ordinario por la forma y condiciones de autonomía que se determina en la constitución. A pesar de eso, la región siempre es un ente que goza de autonomía respecto del estado. 

## Estatuto regional
Las formas particulares y condiciones de autonomía de una región con estatuto particular son fijadas en su estatuto, considerado especial, que marca las competencias. La principal diferencia entre estatuto especial y regional ordinario (de derecho común) es que mientras que el estatuto ordinario es adoptado y modificado con ley regional, el especial lo es con ley constitucional. La reforma del título V de la Constitución italiana de 2001 ha aumentado y potenciado las competencias de las regiones con estatuto ordinario, de manera que se habla de una reducción de la autonomía de las regiones con estatuto especial. 
El estatuto especial garantiza una más amplia autonomía, sobre todo financiera, que a las regiones ordinarias. Por ejemplo, la región Trentino-Alto Adigio (900.000 habitantes) dispone de un presupuesto correspondiente a la región de Véneto, con 4,5 millones de habitantes. También por esta razón varios municipios colindantes han solicitado pasar a ser parte de éstas (más ricas) regiones autónomas, con el permiso de la constitución. Por otra parte las regiones disponen de notables poderes legislativos y administrativos en materia de educación y salud.

## Regiones con estatuto especial
Cinco regiones están dotadas de un estatuto especial, aprobado por el parlamento Italiano como está previsto en la constitución. Cuatro regiones autónomas fueron instituidas por la Asamblea constituyente en 1948. El primer estatuto especial concedido fue el de Sicilia, el 15 de mayo de 1946 por el Real Decreto n.º 415. En Sicilia, como en Cerdeña, hubo un fuerte movimiento autonomista, e incluso separatista. En el Valle de Aosta sirvió para proteger a la minoría francófona y en Trentino-Alto Adigio para la protección de los germanófonos como se determinó en el Acuerdo de París.
- Sicilia, ley constitucional n.º 2 de 26 de febrero de 1948.
- Cerdeña, ley constitucional n.º 3 de 26 de febrero de 1948.
- Valle de Aosta, ley constitucional n.º 4 de 26 de febrero de 1948.
- Trentino-Alto Adigio, ley constitucional n.º 5 de 26 de febrero de 1948.

En 1963 fue constituida la región con estatuto especial Friul-Venecia Julia por ley constitucional n.º 1 de 31 de enero de 1963. En 1972 entró en vigor un nuevo estatuto especial para Trentino-Alto Adigio.